# Stefan Schwab
Stefan Schwab (Saalfelden, 27 de septiembre de 1990) es un futbolista austriaco que juega de centrocampista en el Holstein Kiel de la 2. Bundesliga. Es internacional con la selección de fútbol de Austria.

## Carrera deportiva
Schwab comenzó su carrera deportiva en el Red Bull Salzburgo en 2009, con el que no jugó un solo minuto, marchándose cedido en la temporada 2010-11 al FC Lustenau 07, y traspasado en 2011 al Admira Wacker.
En 2014 abandonó el Admira Wacker para fichar por uno de los grandes equipos de la Bundesliga de Austria, el SK Rapid Viena. En el Rapid de Viena disputó seis temporadas, en las que disputó 186 y marcó 41 goles, debutando, incluso, con la selección austriaca en 2017, y acumulando varias convocatorias previas.

### PAOK
El 1 de agosto de 2020 fichó por el PAOK de Salónica de la Superliga de Grecia.

## Selección nacional
Schwab fue internacional sub-19, sub-20 y sub-21 con la selección de fútbol de Austria, antes de debutar como internacional absoluto el 14 de noviembre de 2017, en un amistoso frente a la selección de fútbol de Uruguay.

## Clubes
| Club                    | País     | Año       |
| ----------------------- | -------- | --------- |
| Red Bull Salzburgo      | Austria  | 2009-2011 |
| FC Lustenau 07 (cedido) | Austria  | 2010-2011 |
| Admira Wacker           | Austria  | 2011-2014 |
| Rapid de Viena          | Austria  | 2014-2020 |
| PAOK de Salónica        | Grecia   | 2020-2025 |
| Holstein Kiel           | Alemania | 2025-act. |

## Palmarés

### Campeonatos nacionales
| Título              | Club                   | País   | Año  |
| ------------------- | ---------------------- | ------ | ---- |
| Copa de Grecia      | PAOK de Salónica F. C. | Grecia | 2021 |
| Superliga de Grecia | PAOK de Salónica F. C. | Grecia | 2024 |